# Australian Open 2011
De 99e editie van het Australische grandslamtoernooi, het Australian Open 2011, werd gehouden tussen 17 en 30 januari 2011. Voor de vrouwen was het de 85e editie. Het werd in het Melbourne Park te Melbourne gespeeld.
|                                        |  |                                      |
| Kim Clijsters, winnares bij de vrouwen |  | Novak Đoković, winnaar bij de mannen |

## Enkelspel

### Vrouwen
In de finale won de Belgische Kim Clijsters (3) van de Chinese Li Na (9) met 3-6, 6-3, 6-3. Het was haar vierde grandslamtitel en haar eerste op het Australian Open.

### Mannen
In de finale won de Serviër Novak Đoković (3) in drie sets van de Schot Andy Murray (5) met 6-4, 6-2 en 6-3. Het was zijn tweede grandslamtitel, beide op het Australian Open.

## Dubbelspel

### Vrouwen
In de finale wonnen de Argentijnse Gisela Dulko en de Italiaanse Flavia Pennetta (1) van Wit-Russin Viktoryja Azarenka en Russin Maria Kirilenko (12) met 2-6, 7-5, 6-1.

### Gemengd
De finale in het gemengd dubbelspel werd gespeeld op 30 januari 2011. De Sloveense Katarina Srebotnik en Canadees Daniel Nestor wonnen van de Taiwanese Chan Yung-jan en Australiër Paul Hanley met 6-3 3-6 [10-7].

### Mannen
De finale in het mannendubbelspel werd gespeeld op 29 januari 2011. Voor de derde maal op rij wonnen de Amerikaanse tweelingbroers Bob en Mike Bryan. In de finale versloegen zij Mahesh Bhupathi en Leander Paes uit India (3) met 6-3 6-4.

## Rolstoeltennis
Rolstoelmannenenkelspel

Finale: Shingo Kunieda (Japan) won van Stéphane Houdet (Frankrijk) met 6–0, 6–3
Rolstoelvrouwenenkelspel

Finale: Esther Vergeer (Nederland) won van Daniela di Toro (Australië) met 6–0, 6–0
Quad-enkelspel

Finale: David Wagner (Verenigde Staten)  won van Peter Norfolk (VK) met 6-2, 6-3
Rolstoelmannendubbelspel

Finale: Shingo Kunieda (Japan) en Maikel Scheffers (Nederland) wonnen van Stéphane Houdet (Frankrijk) en Nicolas Peifer (Frankrijk) met 6-3, 6-3
Rolstoelvrouwendubbelspel

Finale: Esther Vergeer (Nederland) en Sharon Walraven (Nederland) wonnen van Jiske Griffioen (Nederland) en Aniek van Koot (Nederland) met 6–0, 6–2
Quad-dubbelspel

Finale: Andy Lapthorne (VK) en Peter Norfolk (VK) wonnen van Nick Taylor (VK) en David Wagner (VS) met 6-3, 6-3

## Junioren

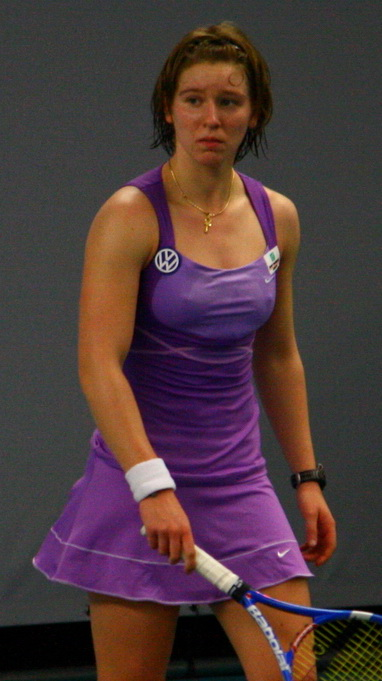
An-Sophie Mestach, winnares bij de junioren (enkel- en dubbelspel)

### Jongensenkelspel
Jiří Veselý (1) versloeg in de finale  Luke Saville met 6-0 en 6-3.

### Meisjesenkelspel
In de finale won  An-Sophie Mestach (2) met 6-2 en 6-4 van  Mónica Puig (5). Hiermee is ze de eerste Belgische bij de junioren die de Australian Open wint.

### Jongensdubbelspel
Filip Horanský (2) en  Jiří Veselý (2) wonnen het jongensdubbelspel door  Ben Wagland (3) en  Andrew Whittington (3) te verslaan met 6-4 en 6-4

### Meisjesdubbelspel
An-Sophie Mestach (6) en  Demi Schuurs (6) wonnen het meisjesdubbelspel door in de finale  Eri Hozumi en  Miyu Kato te verslaan met 6-2 en 6-3.

## Belgische deelnemers

### Heren
Bij de heren nam enkel Xavier Malisse deel. Hij trof Roger Federer in de derde ronde, die hij verloor.
Enkelspel
- Xavier Malisse:
  - 1e ronde: gewonnen van  Pablo Andújar met 6-1, 6-2 en 7-63.
  - 2e ronde: gewonnen van  Albert Montañés (25) met 6-4, 6-0 en 6-1.
  - 3e ronde: verloren van  Roger Federer (2) met 6-3, 6-3 en 6-1.

Dubbelspel
- Xavier Malisse met  Jamie Murray:
  - 1e ronde: gewonnen van  Dick Norman/ Wesley Moodie met 6-4 en 6-0.
  - 2e ronde: verloren van  Björn Phau/ Janko Tipsarević met 6-3, 4-6 en 3-6.
- Dick Norman met  Wesley Moodie:
  - 1e ronde: verloren van  Xavier Malisse/ Jamie Murray met 4-6 en 0-6.

### Dames
Bij de vrouwen namen Justine Henin, Yanina Wickmayer, Kirsten Flipkens en Kim Clijsters deel aan het hoofdtoernooi. Clijsters kreeg de moeilijkste start waarin ze voormalig nummer 1 Dinara Safina ontmoette. Ze versloeg Safina echter vlot met 6-0 en 6-0.
Enkelspel
- Justine Henin:
  - 1e ronde: gewonnen van  Sania Mirza met 5-7, 6-3 en 6-1.
  - 2e ronde: gewonnen van  Elena Baltacha met 6-1 en 6-3.
  - 3e ronde: verloren van  Svetlana Koeznetsova (23) met 4-6, 68-7.
- Yanina Wickmayer:
  - 1e ronde: gewonnen van  Jarmila Groth met 6-3, 2-6 en 6-4.
  - 2e ronde: verloren van  Anastasija Sevastova met 4-6 en 2-6.
- Kirsten Flipkens:
  - 1e ronde: verloren van  Anastasija Pavljoetsjenkova met 4-6 en 64-7.
- Kim Clijsters:
  - 1e ronde: gewonnen van  Dinara Safina met 6-0 en 6-0.
  - 2e ronde: gewonnen van  Carla Suárez Navarro met 6-1 en 6-3.
  - 3e ronde: gewonnen van  Alizé Cornet met 7-63 en 6-3.
  - Vierde ronde: gewonnen van  Jekaterina Makarova met 7-63 en 6-2.
  - Kwartfinale: gewonnen van  Agnieszka Radwańska (12) met 6-3 en 7-64.
  - Halve finale: gewonnen van  Vera Zvonarjova (3) met 6-3 en 6-3.
  - Finale: gewonnen van  Li Na (9) met 3-6, 6-3, 6-3.

Dubbelspel
- Yanina Wickmayer met  Simona Halep:
  - 1e ronde: verloren van  Līga Dekmeijere/ Ayumi Morita met 4-6 en 3-6.
- Kirsten Flipkens met  Marija Koryttseva:
  - 1e ronde: verloren van  Bethanie Mattek-Sands (9)/ Meghann Shaughnessy (9) met 1-6 en 1-6.

### Kwalificatietoernooi
Er speelden enkel heren in het kwalificatietoernooi. Hier probeerden Yannick Mertens en David Goffin een plaats op de hoofdtabel te bemachtigen. Beiden verloren in de eerste kwalificatieronde.
- Yannick Mertens:
  - 1e kwalificatieronde: verloren van  Andreas Haider-Maurer met 64-7, 6-2 en 4-6.
- David Goffin:
  - 1e kwalificatieronde: verloren van  Milos Raonic met 2-6 en toen opgegeven.

## Nederlandse deelnemers

### Heren
Bij de heren namen Thiemo de Bakker en Robin Haase deel aan het hoofdtoernooi. Beide heren zaten in dezelfde tabelhelft waarin ook Roger Federer en Xavier Malisse zaten. Thiemo de Bakker had ongetwijfeld de moeilijkste start van beiden met Gaël Monfils, nummer 12 van de wereld.
- Thiemo de Bakker:
  - 1e ronde: verloren van  Gaël Monfils (12) met 7-65, 6-2, 5-7, 2-6 en 1-6.
- Robin Haase:
  - 1e ronde: gewonnen van  Carlos Berlocq met 6-4, 6-3 e, 7-65.
  - 2e ronde: gewonnen van  Juan Mónaco (26) met 6-4, 6-4, 3-6 en 6-2.
  - 3e ronde: verloren van  Andy Roddick (8) met 6-2, 62-7, 2-6, en 2-6.

### Dames
Voor Nederland nam Arantxa Rus deel aan het hoofdtoernooi. Zij moest zich wel kwalificeren voor de hoofdtabel.
- Arantxa Rus:
  - 1e ronde: gewonnen van  Bethanie Mattek-Sands met 6-1, 3-6 en 7-5.
  - 2e ronde: verloren van  Svetlana Koeznetsova (23) met 1-6 en 4-6.

### Kwalificatietoernooi
In het kwalificatietoernooi namen Thomas Schoorel, Jesse Huta Galung (10), Igor Sijsling en Matwé Middelkoop deel bij de heren. Met uitzondering van Sijsling startten alle heren tegen een Fransman.
Bij de vrouwen namen Michaëlla Krajicek (22) en Arantxa Rus (18) deel. Krajicek verloor in de eerste kwalificatieronde. Rus slaagde erin om de hoofdtabel te halen.
- Thomas Schoorel:
  - 1e kwalificatieronde: gewonnen van  David Guez met 1-6, 7-62 en 6-4.
  - 2e kwalificatieronde: gewonnen van  Stefan Koubek (19) met 7-64, 63-7 en 6-2.
  - 3e kwalificatieronde: verloren van  Grigor Dimitrov (3) met 7-65, 3-6 en 1-6.
- Jesse Huta Galung (10):
  - 1e kwalificatieronde: gewonnen van  Gregoire Burquier met 6-2 en 6-4.
  - 2e kwalificatieronde: verloren van  Peter Polansky met 1-6 en 62-7
- Igor Sijsling:
  - 1e kwalificatieronde: verloren van  Danai Udomchoke met 4-6 en 1-6.
- Matwé Middelkoop:
  - 1e kwalificatieronde: verloren van  Charles-Antoine Brezac met 5-7 en 1-6.
- Michaëlla Krajicek (22):
  - 1e kwalificatieronde: verloren van  Sabine Lisicki met 62-7 en 3-6.
- Arantxa Rus (18):
  - 1e kwalificatieronde: gewonnen van  Julia Cohen met 6-3 en 6-2.
  - 2e kwalificatieronde: gewonnen van  Isabella Holland met 6-2 en 6-3.
  - 3e kwalificatieronde: gewonnen van  Kurumi Nara (10) met 6-4 en 6-1.

## Verslag

### Dag 0 - 16 januari -Rally for relief
Naar het voorbeeld van vorig jaar met Hit for Haïti organiseerde het toernooi dit jaar Rally for relief. Novak Đoković, Roger Federer, Rafael Nadal, Kim Clijsters en Samantha Stosur speelden een exhibitiewedstrijd voor de slachtoffers van de overstromingen waarvan de opbrengst ging naar de getroffen gebieden in Queensland. Een kaartje voor de Rod Laver Arena kostte A$20 en een grondpas A$10. Alle tickets raakten snel uitverkocht.
In totaal werd A$ 1,5 miljoen opgehaald. Er waren twee teams: goud en groen. Het gouden team, geleid door de Australiër Lleyton Hewitt, bestond uit Novak Đoković, Ana Ivanović, Justine Henin, Caroline Wozniacki, Roger Federer en Samantha Stosur. Team groen werd geleid door Queenslander Pat Rafter en bestond uit Kim Clijsters, Andy Roddick, Andy Murray, Rafael Nadal, Viktoryja Azarenka en Vera Zvonarjova.
Het hoogtepunt kwam toen Rafael Nadal (1) en Kim Clijsters (3) het opnamen tegen Roger Federer (2) en Samantha Stosur (6). De 15.000 aanwezige fans konden genieten van de toppers uit de tenniswereld.
Op een bepaald moment was er ook een triple-wedstrijd aan de gang. Hierin speelden Henin, Ivanović en Wozniacki samen aan een kant van het net. Ook Cruz Hewitt, het zoontje van Lleyton Hewitt maakte zijn opwachting op het veld, echter niet helemaal naar de zin van Cruz.

### Dag 1 - 17 januari
Op de eerste dag van de Australian Open traden drie Belgen aan: Justine Henin, Yanina Wickmayer en Xavier Malisse. Ook voor Nederland traden drie deelnemers aan op de eerste dag: Robin Haase, Arantxa Rus en Thiemo de Bakker. Alle Belgen bemachtigden een plaatsje in de tweede ronde. Haase en Rus deden hetzelfde. De Bakker moest het onderspit delven tegen Gaël Monfils.
Federer, Roddick, Berdych en Wawrinka plaatsten zich. Nikolaj Davydenko werd er verrassend uitgespeeld door Florian Mayer.
- Top-32 spelers uit: mannen:  Sam Querrey (18),  Nikolaj Davydenko (23)
- Top-32 spelers uit: vrouwen:  Daniela Hantuchová (28),  Aravane Rezaï (17)

| Wedstrijden op de hoofdbanen             | Wedstrijden op de hoofdbanen                  | Wedstrijden op de hoofdbanen |
| Rod Laver Arena                          | Rod Laver Arena                               | Rod Laver Arena              |
| Ronde                                    | Wedstrijd                                     | Score                        |
| ---------------------------------------- | --------------------------------------------- | ---------------------------- |
| Eerste ronde                             | M Sjarapova (14) gewonnen van T Tanasugarn    | 6-1, 6-3                     |
| Eerste ronde                             | C Wozniacki (1) gewonnen van G Dulko          | 6-3, 6-4                     |
| Eerste ronde                             | R Federer (2) gewonnen van L Lacko            | 6-1, 6-1, 6-3                |
| Eerste ronde                             | Y Wickmayer (21) gewonnen van J Groth         | 6-3, 2-6, 6-4                |
| Eerste ronde                             | N Đoković (3) gewonnen van M Granollers       | 6-1, 6-3, 6-1                |
| Hisense Arena                            |                                               |                              |
| Ronde                                    | Wedstrijd                                     | Score                        |
| Eerste ronde                             | G Monfils (12) gewonnen van T de Bakker       | 6-7, 6-2, 7-5, 6-2, 6-1      |
| Eerste ronde                             | A Roddick (8) gewonnen van J Hájek            | 6-1, 6-2, 6-2                |
| Eerste ronde                             | V Williams (4) gewonnen van S Errani          | 6-3, 6-2                     |
| Eerste ronde                             | J Henin (11) gewonnen van S Mirza             | 5-7, 6-3, 6-1                |
| Margaret Court Arena                     |                                               |                              |
| Ronde                                    | Wedstrijd                                     | Score                        |
| Eerste ronde                             | F Schiavone (6) gewonnen van A Parra Santonja | 64-7, 6-2, 6-4               |
| Eerste ronde                             | R Koelikova gewonnen van D Hantuchová (28)    | 7-63, 3-6, 9-7               |
| Eerste ronde                             | J Dokić gewonnen van T Tanasugarn             | 6-3, 6-2                     |
| Eerste ronde                             | I Ljubičić (17) gewonnen van P Luczak         | 6-3, 6-3, 7-62               |
| Gekleurde achtergrond is avondwedstrijd. |                                               |                              |

### Dag 2 - 18 januari
Op dag 2 van de Australian Open bemachtigde Kim Clijsters een plaatsje bij de volgende 64 door ex-nummer 1 Dinara Safina te verslaan. Ook Rafael Nadal en Andy Murray speelden hun eerste wedstrijd. Beide wonnen nadat hun tegenstander opgaf. Kirsten Flipkens verloor haar eerste wedstrijd van de nummer 16. Lleyton Hewitt kon niet schitteren voor het thuispubliek en verloor na vijf uur van de Argentijn Nalbandian.
- Top-32 spelers uit: mannen:  Ernests Gulbis (24)
- Top-32 spelers uit: vrouwen:  Ana Ivanović (19),  Alexandra Dulgheru (27)

| Wedstrijden op de hoofdbanen             | Wedstrijden op de hoofdbanen                | Wedstrijden op de hoofdbanen |
| Rod Laver Arena                          | Rod Laver Arena                             | Rod Laver Arena              |
| Ronde                                    | Wedstrijd                                   | Score                        |
| ---------------------------------------- | ------------------------------------------- | ---------------------------- |
| Eerste ronde                             | V Zvonarjova (2) gewonnen van S Bammer      | 6-2, 6-1                     |
| Eerste ronde                             | R Nadal (1) gewonnen van M Daniel           | 6-0, 5-0 (opg.)              |
| Eerste ronde                             | S Stosur (5) gewonnen van L Davis           | 6-1, 6-1                     |
| Eerste ronde                             | A Molik gewonnen van R Vinci                | 1-6, 6-3, 8-6                |
| Eerste ronde                             | K Clijsters (3) gewonnen van D Safina       | 6-0, 6-0                     |
| Eerste ronde                             | D Nalbandian (27) gewonnen van L Hewitt     | 3-6, 6-4, 3-6, 7-61, 9-7     |
| Hisense Arena                            |                                             |                              |
| Ronde                                    | Wedstrijd                                   | Score                        |
| Eerste ronde                             | B Tomic gewonnen van J Chardy               | 6-3, 6-2, 7-65               |
| Eerste ronde                             | J Janković (7) gewonnen van A Koedrjavtseva | 6-0, 7-65                    |
| Eerste ronde                             | A Murray (5) gewonnen van K Beck            | 6-3, 6-1, 4-2 (opg.)         |
| Eerste ronde                             | Jk Makarova (11) gewonnen van A Ivanović    | 3-6, 6-4, 10-8               |
| Margaret Court Arena                     |                                             |                              |
| Ronde                                    | Wedstrijd                                   | Score                        |
| Eerste ronde                             | M Russell gewonnen van M Ebden              | 6-3, 6-2, 5-7, 7-69          |
| Eerste ronde                             | F Pennetta(22) gewonnen van A Rodionova     | 6-2, 6-1                     |
| Eerste ronde                             | R Söderling (4) gewonnen van P Starace      | 6-4, 6-2, 6-2                |
| Eerste ronde                             | JW Tsonga (13) gewonnen van P Petzschner    | 4-6, 2-6, 6-2, 6-3, 6-4      |
| Gekleurde achtergrond is avondwedstrijd. |                                             |                              |

### Dag 3 - 19 januari
Op dag 3 van de Australian Open stonden Justine Henin, Yanina Wickmayer, Arantxa Rus, Robin Haase en Xavier Malisse te wachten op hun tegenstander in de tweede ronde. Ook Roger Federer speelde zijn tweede ronde. Henin, Malisse en Haase wonnen, Wickmayer en Rus verloren. Vooral Malisse en Haase zetten een mooie prestatie neer door respectievelijk de nummers 25 en 26 eruit te spelen. Malisse ging op dag 5 Federer (2) ontmoeten, die het zelf moeilijk had tegen de Fransman Gilles Simon. Federer moest vijf sets spelen om in de derde ronde te komen.
- Top-32 spelers uit: mannen:  Mardy Fish (16),  Juan Mónaco (26),  Albert Montañés (25)
- Top-32 spelers uit: vrouwen:  Marion Bartoli (15),  Yanina Wickmayer (21),  Tsvetana Pironkova (32),  Kaia Kanepi (20)

| Wedstrijden op de hoofdbanen             | Wedstrijden op de hoofdbanen               | Wedstrijden op de hoofdbanen |
| Rod Laver Arena                          | Rod Laver Arena                            | Rod Laver Arena              |
| Ronde                                    | Wedstrijd                                  | Score                        |
| ---------------------------------------- | ------------------------------------------ | ---------------------------- |
| Tweede ronde                             | J Henin (11) gewonnen van E Baltacha       | 6-1, 6-3                     |
| Tweede ronde                             | A Roddick (8) gewonnen van I Koenitsyn     | 7-67, 6-2, 6-3               |
| Tweede ronde                             | V Williams (4) gewonnen van S Záhlavová    | 6-7, 6-0, 6-4                |
| Tweede ronde                             | B Záhlavová-Strýcová gewonnen van J Dokić  | 7-63, 6-1                    |
| Tweede ronde                             | R Federer (2) gewwonnen van G Simon        | 6-2, 6-3, 4-6, 4-6, 6-3      |
| Hisense Arena                            |                                            |                              |
| Ronde                                    | Wedstrijd                                  | Score                        |
| Tweede ronde                             | C Wozniacki (1) gewonnen van V King        | 6-1, 6-0                     |
| Tweede ronde                             | F Verdasco (9) gewonnen van J Tipsarević   | 2-6, 4-6, 6-4, 7-60, 6-0     |
| Tweede ronde                             | M Sjarapova (14) gewonnen van V Razzano    | 7-63, 6-3                    |
| Tweede ronde                             | N Đoković (3) gewonnen van I Dodig         | 7-5, 68-7, 6-0, 6-2          |
| Margaret Court Arena                     |                                            |                              |
| Ronde                                    | Wedstrijd                                  | Score                        |
| Tweede ronde                             | T Berdych (6) gewonnen van P Kohlschreiber | 4-6, 6-2, 6-3, 6-4           |
| Tweede ronde                             | V Azarenka (8) gewonnen van A Hlaváčková   | 6-4, 6-4                     |
| Tweede ronde                             | F Schiavone (6) gewonnen van R Marino      | 6-3, 5-7, 9-7                |
| Tweede ronde                             | Li Na (9) gewonnen van J Rodina            | 6-3, 6-2                     |
| Tweede ronde                             | G Monfils (12) gewonnen van F Gil          | 6-4, 6-3, 1-6, 6-2           |
| Gekleurde achtergrond is avondwedstrijd. |                                            |                              |

### Dag 4 - 20 januari
Kim Clijsters won haar tweede ronde. Ook Rafael Nadal had het niet moeilijk tegen Sweeting en ging vlot naar de derde ronde. Andy Murray en Robin Söderling speelden later op de dag.
- Top-32 spelers uit: mannen:  Michaël Llodra (22),  Thomaz Bellucci (30),  Feliciano López (31),  David Nalbandian (27)
- Top-32 spelers uit: vrouwen:  Jelena Janković (7),  Maria Kirilenko (18),  Alisa Klejbanova (24),  María José Martínez Sánchez (26)

| Wedstrijden op de hoofdbanen             | Wedstrijden op de hoofdbanen                             | Wedstrijden op de hoofdbanen |
| Rod Laver Arena                          | Rod Laver Arena                                          | Rod Laver Arena              |
| Ronde                                    | Wedstrijd                                                | Score                        |
| ---------------------------------------- | -------------------------------------------------------- | ---------------------------- |
| Tweede ronde                             | K Clijsters (3) gewonnen van CS Navarro                  | 6-1, 6-3                     |
| Tweede ronde                             | R Nadal (1) gewonnen van R Sweeting                      | 6-2, 6-1, 6-1                |
| Tweede ronde                             | N Petrova (13) gewonnen van A Molik                      | 6-4, 6-1                     |
| Eerste ronde                             | M Krajicek/ P Kvitová gewonnen van F Schiavone/ R Stubbs | 6-0, 7-5                     |
| Tweede ronde                             | S Stosur (5) gewonnen van V Dushevina                    | 6-3, 6-2                     |
| Tweede ronde                             | M Baghdatis (21) gewonnen van JM Del Potro               | 6-1, 6-3, 4-6, 6-3           |
| Hisense Arena                            |                                                          |                              |
| Ronde                                    | Wedstrijd                                                | Score                        |
| Tweede ronde                             | Peng Shuai gewonnen van J Janković (7)                   | 7-633, 6-3                   |
| Tweede ronde                             | B Tomic gewonnen van F López (31)                        | 7-64, 7-63, 6-3              |
| Tweede ronde                             | V Zvonarjova (2) gewonnen van B Jovanovski               | 2-6, 6-3, 6-1                |
| Tweede ronde                             | R Söderling (4) gewonnen van G Müller                    | 6-3, 7-61, 6-1               |
| Margaret Court Arena                     |                                                          |                              |
| Ronde                                    | Wedstrijd                                                | Score                        |
| Tweede ronde                             | S Peer (10) gewonnen van S Cirstea                       | 6-3, 6-2                     |
| Tweede ronde                             | I Benešová gewonnen van M Kirilenko (18)                 | 6-3, 6-1                     |
| Tweede ronde                             | JW Tsonga (13) gewonnen van A Seppi                      | 6-3, 7-61, 7-65              |
| Tweede ronde                             | L Šafářová (31) gewonnen van K Zakopalová                | 6-3, 62-7, 7-5               |
| Tweede ronde                             | A Murray (5) gewonnen van I Martsjenko                   | 6-1, 6-3, 6-3                |
| Gekleurde achtergrond is avondwedstrijd. |                                                          |                              |

### Dag 5 - 21 januari
Voor de Belgen was 21 januari geen goede dag. Zowel Xavier Malisse als Justine Henin verloren hun derde ronde. Robin Haase kon ook zijn wedstrijd niet winnen. Opvallend was Venus Williams, die opgaf na 0-1. Ook Troicki gaf op.
- Top-32 spelers uit: mannen:  Gaël Monfils (12),  Viktor Troicki (29),  Ivan Ljubičić (17)
- Top-32 spelers uit: vrouwen:  Dominika Cibulková (29),  Justine Henin (11),  Venus Williams (4)

| Wedstrijden op de hoofdbanen             | Wedstrijden op de hoofdbanen                              | Wedstrijden op de hoofdbanen |
| Rod Laver Arena                          | Rod Laver Arena                                           | Rod Laver Arena              |
| Ronde                                    | Wedstrijd                                                 | Score                        |
| ---------------------------------------- | --------------------------------------------------------- | ---------------------------- |
| Derde ronde                              | C Wozniacki (1) gewonnen van D Cibulková (29)             | 6-4, 6-3                     |
| Derde ronde                              | S Koeznetsova (23) gewonnen van J Henin (11)              | 6-4, 7-68                    |
| Derde ronde                              | R Federer (2) gewonnen van X Malisse                      | 6-3, 6-3, 6-1                |
| Derde ronde                              | S Wawrinka (19) gewonnen van G Monfils (12)               | 7-64, 6-2, 6-3               |
| Derde ronde                              | A Petković (30) gewonnen van V Williams (4)               | 1-0, opg.                    |
| Hisense Arena                            |                                                           |                              |
| Ronde                                    | Wedstrijd                                                 | Score                        |
| Derde ronde                              | N Đoković (3) gewonnen van V Troicki (29)                 | 6-2, opg.                    |
| Derde ronde                              | A Roddick (8) gewonnen van R Haase                        | 2-6, 7-62, 6-2, 6-2          |
| Derde ronde                              | M Sjarapova (14) gewonnen van J Görges                    | 4-6, 6-4, 6-4                |
| Derde ronde                              | F Verdasco (9) gewonnen van K Nishikori                   | 6-2, 6-4, 6-3                |
| Tweede ronde                             | C Ball/ C Guccione gewonnen van J Erlich (14)/ A Ram (14) | 7-67, 63-7, 6-2              |
| Margaret Court Arena                     |                                                           |                              |
| Ronde                                    | Wedstrijd                                                 | Score                        |
| Derde ronde                              | F Schiavone (6) gewonnen van M Niculescu                  | 6-0, 7-62                    |
| Derde ronde                              | Li Na (9) gewonnen van B Záhlavová-Strýcová               | 6-2, 6-1                     |
| Derde ronde                              | T Berdych (6) gewonnen van R Gasquet (28)                 | 6-2, 7-63, 6-2               |
| Tweede ronde                             | Ł Kubot (4)/ O Marach (4) gewonnen van S Groth/ G Jones   | 6-1, 6-3                     |
| Gekleurde achtergrond is avondwedstrijd. |                                                           |                              |

### Dag 6 - 22 januari
Kim Clijsters speelde in de derde ronde tegen de jarige Alizé Cornet. Clijsters won eenvoudig en ging door naar de vierde ronde. Zowel bij de mannen als bij de vrouwen was het niet de dag van de toppers. Joezjny, Tsonga, García López, Isner, Baghdatis, Šafářová, Petrova, Stosur, Peer en Pavljoetsjenkova verloren allen hun wedstrijd. Nadal won zijn wedstrijd maar had het in de tweede set wel moeilijk tegen de Australiër Tomic.
- Top-32 spelers uit: mannen: Guillermo García López (32),  Jo-Wilfried Tsonga (13),  John Isner (20),  Marcos Baghdatis (21),  Michail Joezjny (10)
- Top-32 spelers uit: vrouwen:  Lucie Šafářová (31),  Samantha Stosur (5),  Anastasija Pavljoetsjenkova (16),  Shahar Peer (10),  Nadja Petrova (13)

| Wedstrijden op de hoofdbanen             | Wedstrijden op de hoofdbanen                         | Wedstrijden op de hoofdbanen |
| Rod Laver Arena                          | Rod Laver Arena                                      | Rod Laver Arena              |
| Ronde                                    | Wedstrijd                                            | Score                        |
| ---------------------------------------- | ---------------------------------------------------- | ---------------------------- |
| Derde ronde                              | V Zvonarjova (2) gewonnen van L Šafářová (31)        | 6-3, 7-69                    |
| Derde ronde                              | A Murray (5) gewonnen van G García López (32)        | 6-1, 6-1, 6-2                |
| Derde ronde                              | K Clijsters (3) gewonnen van A Cornet                | 7-63, 6-3                    |
| Derde ronde                              | P Kvitová (25) gewonnen van S Stosur (5)             | 7-65, 6-3                    |
| Derde ronde                              | R Nadal (1) gewonnen van B Tomic                     | 6-2, 7-5, 6-3                |
| Hisense Arena                            |                                                      |                              |
| Ronde                                    | Wedstrijd                                            | Score                        |
| Derde ronde                              | R Söderling (4) gewonnen van J Hernych               | 6-3, 6-1, 6-4                |
| Derde ronde                              | I Benešová gewonnen van A Pavljoetsjenkova (16)      | 6-3, 1-6, 7-5                |
| Derde ronde                              | F Pennetta (22) gewonnen van S Peer (10)             | 3-6, 7-63, 6-4               |
| Derde ronde                              | J Melzer (11) gewonnen van M Baghdatis (21)          | 65-7, 6-2, 6-1, 4-3, opg.    |
| Dubbelspel veteranen                     | H Leconte/ P Rafter gewonnen van W Arthurs/ P Cash   | 6-4, 7-65                    |
| Margaret Court Arena                     |                                                      |                              |
| Ronde                                    | Wedstrijd                                            | Score                        |
| Derde ronde                              | A Radwańska (12) gewonnen van S Halep                | 6-1, 6-2                     |
| Derde ronde                              | O Dolgopolov gewonnen van JW Tsonga (13)             | 3-6, 6-3, 3-6, 6-1, 6-1      |
| Derde ronde                              | M Čilić (15) gewonnen van J Isner (20)               | 4-6, 6-2, 65-7, 7-65, 9-7    |
| Tweede ronde                             | C Ebelthite/ A Feeney gewonnen van D Brown/ R Wassen | 6-3, 3-6, 6-2                |
| Gekleurde achtergrond is avondwedstrijd. |                                                      |                              |

### Dag 7 - 23 januari
Zowel bij de mannen als bij de vrouwen werden de nummers 8 en 14 uitgeschakeld. Federer had in zijn wedstrijd een dipje tegen Robredo maar kon de wedstrijd toch winnen in vier sets. Andy Roddick werd uitgeschakeld door de Zwitser Wawrinka. Die laatste trakteerde zichzelf op een wedstrijd tegen zijn landgenoot Federer.
- Top-32 spelers uit: mannen:  Andy Roddick (8),  Nicolás Almagro (14),  Fernando Verdasco (9)
- Top-32 spelers uit: vrouwen:  Viktoryja Azarenka (8),  Maria Sjarapova (14),  Svetlana Koeznetsova (23)

| Wedstrijden op de hoofdbanen             | Wedstrijden op de hoofdbanen                                         | Wedstrijden op de hoofdbanen |
| Rod Laver Arena                          | Rod Laver Arena                                                      | Rod Laver Arena              |
| Ronde                                    | Wedstrijd                                                            | Score                        |
| ---------------------------------------- | -------------------------------------------------------------------- | ---------------------------- |
| Vierde ronde                             | C Wozniacki (1) gewonnen van A Sevastova                             | 6-3, 6-4                     |
| Vierde ronde                             | Li Na (9) gewonnen van V Azarenka (8)                                | 6-3, 6-3                     |
| Vierde ronde                             | R Federer (2) gewonnen van T Robredo                                 | 6-3, 3-6, 6-3, 6-2           |
| Vierde ronde                             | A Petković (30) gewonnen van M Sjarapova (14)                        | 6-2, 6-3                     |
| Vierde ronde                             | S Wawrinka (19) gewonnen van A Roddick (8)                           | 6-3, 6-4, 6-4                |
| Hisense Arena                            |                                                                      |                              |
| Ronde                                    | Wedstrijd                                                            | Score                        |
| Derde ronde                              | B Bryan (1)/ M Bryan (1) gewonnen van B Becker/ Michael Kohlmann     | 7-5, 6-2                     |
| Vierde ronde                             | N Đoković (3) gewonnen van N Almagro (14)                            | 6-3, 6-4, 6-0                |
| Vierde ronde                             | F Schiavone (6) gewonnen van S Koeznetsova (23)                      | 6-4, 1-6, 16-14              |
| Margaret Court Arena                     |                                                                      |                              |
| Ronde                                    | Wedstrijd                                                            | Score                        |
| Dubbelspel veteranen                     | J Eltingh/ P Haarhuis gewonnen van G Forget/ M Wilander              | 7-65, 6-4                    |
| Derde ronde                              | M Mirni (2)/ D Nestor (2) gewonnen van C Ball/ C Guccione            | 6-4, 7-5                     |
| Vierde ronde                             | T Berdych (6) gewonnen van F Verdasco (9)                            | 6-4, 6-2, 6-3                |
| Eerste ronde                             | B Záhlavová-Strýcová (8)/ O Marach (8) gewonnen van M Lučić/ B Tomic | 7-63, 6-3                    |
| Gekleurde achtergrond is avondwedstrijd. |                                                                      |                              |

### Dag 8 - 24 januari
Op dag 8 werkten de rest van de mannen en vrouwen hun vierde ronde af. Rafael Nadal won zijn wedstrijd vlot tegen de Kroaat Čilić. Ook landgenoot Ferrer won zijn wedstrijd, weliswaar in vier sets van de kwalificatiespeler Raonic. Verrassing was wel toen de Zweed Robin Söderling verloor van de veel lager geplaatste Oleksandr Dolgopolov. Bij de vrouwen versloeg de Tsjechische Kvitová de nummer 22 Flavia Pennetta. Radwańska kroop door het oog van de naald tegen de Chinese Peng. Ze werkte twee wedstrijdballen weg en won de wedstrijd alsnog. Kim Clijsters stootte door naar de kwartfinale door in de vierde ronde Makarova te verslaan. De eerste set verliep moeizaam maar in set 2 verloor Makarova het ritme en kon Clijsters gebruikmaken van de verzwakking.
- Top-32 spelers uit: mannen:  Robin Söderling (4),  Marin Čilić (15),  Jürgen Melzer (11)
- Top-32 spelers uit: vrouwen:  Flavia Pennetta (22)

| Wedstrijden op de hoofdbanen             | Wedstrijden op de hoofdbanen                                                | Wedstrijden op de hoofdbanen |
| Rod Laver Arena                          | Rod Laver Arena                                                             | Rod Laver Arena              |
| Ronde                                    | Wedstrijd                                                                   | Score                        |
| ---------------------------------------- | --------------------------------------------------------------------------- | ---------------------------- |
| Vierde ronde                             | O Dolgopolov gewonnen van R Söderling (4)                                   | 1-6, 6-3, 6-1, 4-6, 6-2      |
| Vierde ronde                             | A Murray (5) gewonnen van J Melzer (11)                                     | 6-3, 6-1, 6-1                |
| Vierde ronde                             | R Nadal (1) gewonnen van M Čilić (15)                                       | 6-2, 6-4, 6-3                |
| Vierde ronde                             | K Clijsters (3) gewonnen van Jk Makarova                                    | 7-63, 6-2                    |
| Hisense Arena                            |                                                                             |                              |
| Ronde                                    | Wedstrijd                                                                   | Score                        |
| Vierde ronde                             | P Kvitová (25) gewonnen van F Pennetta (22)                                 | 3-6, 6-3, 6-3                |
| Vierde ronde                             | V Zvonarjova (2) gewonnen van I Benešová                                    | 6-4, 6-1                     |
| Vierde ronde                             | D Ferrer (7) gewonnen van M Raonic                                          | 4-6, 6-2, 6-3, 6-4           |
| Margaret Court Arena                     |                                                                             |                              |
| Ronde                                    | Wedstrijd                                                                   | Score                        |
| Derde ronde                              | M Fyrstenberg (5)/ M Matkowski (5) gewonnen van C Ebelthite/ A Feeney       | 6-1, 4-6, 6-4                |
| Derde ronde                              | C Black (5)/ A Rodionova (5) gewonnen van R Kops-Jones/ A Spears            | 6-4, 6-2                     |
| Vierde ronde                             | A Radwańska (12) gewonnen van Peng Shuai                                    | 7-5, 3-6, 7-5                |
| Derde ronde                              | M Llodra (8)/ N Zimonjić (8) gewonnen van R Bopanna(10)/ A-u-H Qureshi (10) | 3-6, 7-66, 7-63              |
| Dubbelspel veteranen                     | H Leconte/ P Rafter gewonnen van W Ferreira/ J Kafelnikov                   | 7-5, 6-3                     |
| Gekleurde achtergrond is avondwedstrijd. |                                                                             |                              |

### Dag 9 - 25 januari
Het eerste deel van de kwartfinales werd afgewerkt. Federer versloeg zijn landgenoot Wawrinka zeer vlot en gunde hem slechts zeven games. Wozniacki had een derde set nodig om haar wedstrijd tegen Schiavone te winnen. Li Na bracht een einde aan het sprookje van Petković. Tomáš Berdych verloor kansloos van Đoković.
- Top-32 spelers uit: mannen:  Stanislas Wawrinka (19),  Tomáš Berdych (6)
- Top-32 spelers uit: vrouwen:  Andrea Petković (30),  Francesca Schiavone (6)

| Wedstrijden op de hoofdbanen             | Wedstrijden op de hoofdbanen                                           | Wedstrijden op de hoofdbanen |
| Rod Laver Arena                          | Rod Laver Arena                                                        | Rod Laver Arena              |
| Ronde                                    | Wedstrijd                                                              | Score                        |
| ---------------------------------------- | ---------------------------------------------------------------------- | ---------------------------- |
| Kwartfinale                              | Li Na (9) gewonnen van A Petković (30)                                 | 6-2, 6-4                     |
| Kwartfinale                              | R Federer (2) gewonnen van S Wawrinka (19)                             | 6-1, 6-3, 6-3                |
| Kwartfinale                              | C Wozniacki (1) gewonnen van F Schiavone (6)                           | 3-6, 6-3, 6-3                |
| Kwartfinale                              | N Đoković (3) gewonnen van T Berdych (6)                               | 6-1, 7-65, 1-6               |
| Kwartfinale                              | L Huber (3)/ N Petrova (3) gewonnen van C Black (5)/ A Rodionova (5)   | 6-1, 6-4                     |
| Margaret Court Arena                     |                                                                        |                              |
| Ronde                                    | Wedstrijd                                                              | Score                        |
| Dubbelspel veteranen                     | W Arthurs/ P Cash gewonnen van W Ferreira/ J Kafelnikov                | 6-4, 6-3                     |
| Kwartfinale                              | B Bryan (1)/ M Bryan (1) gewonnen van J Melzer (6)/ P Petzschner (6)   | 6-3, 7-67                    |
| Kwartfinale                              | G Dulko (1)/ F Pennetta (1) gewonnen van N Grandin/ V Uhlířová         | 6-0, 6-3                     |
| Dubbelspel veteranen                     | H Leconte/ P Rafter gewonnen van T Muster/ M Pernfors                  | 6-3, 6-3                     |
| Dubbelspel veteranen                     | J Eltingh/ P Haarhuis gewonnen van M Bahrami/ C Pioline                | 6-3, 7-68                    |
| Tweede ronde                             | M Kirilenko (3)/ N Zimonjić (3) gewonnen van S Arvidsson/ P Petzschner | 6-3, 6-4                     |
| Gekleurde achtergrond is avondwedstrijd. |                                                                        |                              |

### Dag 10 - 26 januari
Verrassing alom op dag 10. Topfavoriet Rafael Nadal werd uitgeschakeld door zijn landgenoot David Ferrer in drie sets. Nadal had last van een dijblessure en was daardoor minder lenig. Revelatie van dit toernooi, Oleksandr Dolgopolov, werd uitgeschakeld door de Brit Andy Murray. Kim Clijsters versloeg de Poolse Radwańska in twee korte sets. Ook Vera Zvonarjova kon zich plaatsen voor de halve finale.
- Top-32 spelers uit: mannen:  Rafael Nadal (1)
- Top-32 spelers uit: vrouwen:  Petra Kvitová (25),  Agnieszka Radwańska (12)

| Wedstrijden op de hoofdbanen             | Wedstrijden op de hoofdbanen                                              | Wedstrijden op de hoofdbanen |
| Rod Laver Arena                          | Rod Laver Arena                                                           | Rod Laver Arena              |
| Ronde                                    | Wedstrijd                                                                 | Score                        |
| ---------------------------------------- | ------------------------------------------------------------------------- | ---------------------------- |
| Kwartfinale                              | V Zvonarjova (2) gewonnen van P Kvitová (25)                              | 6-2, 6-4                     |
| Kwartfinale                              | K Clijsters (3) gewonnen van A Radwańska (12)                             | 6-3, 7-64                    |
| Kwartfinale                              | A Murray (5) gewonnen van O Dolgopolov                                    | 7-5, 6-3, 63-7, 6-3          |
| Kwartfinale                              | D Ferrer (7) gewonnen van R Nadal (1)                                     | 6-4, 6-2, 6-3                |
| Kwartfinale                              | B Mattek-Sands/ H Tecău gewonnen van S Peers C Ball                       | 7-5, 6-4                     |
| Margaret Court Arena                     |                                                                           |                              |
| Ronde                                    | Wedstrijd                                                                 | Score                        |
| Dubbelspel veteranen                     | G Forget/ M Wilander gewonnen van M Bahrami/ C Pioline                    | 6-4, 63-7, 1-08              |
| Kwartfinale                              | M Bhupathi (3)/ L Paes (3) gewonnen van M Llodra (8)/ N Zimonjić (8)      | 6-4, 6-4                     |
| Kwartfinale                              | M Mirni (2)/ D Nestor (2) gewonnen van M Fyrstenberg (5)/ M Matkowski (5) | 7-63, 6-3                    |
| Halve finale                             | G Dulko (1)/ F Pennetta (1) gewonnen van L Huber (3)/ N Petrova (3)       | 6-4, 7-5                     |
| Tweede ronde                             | Chan Yung-jan/ P Hanley gewonnen van C Black (4)/ L Paes (4)              | 7-611, 7-65                  |
| Gekleurde achtergrond is avondwedstrijd. |                                                                           |                              |

### Dag 11 - 27 januari
De nummers 2 van de wereld bij de mannen en de vrouwen verloren beiden hun finale. Kim Clijsters versloeg Zvonarjova, Đoković deed hetzelfde met Federer. Li Na won haar halve finale van de Deense Wozniacki.
- Top-32 spelers uit: mannen:  Roger Federer (2)
- Top-32 spelers uit: vrouwen:  Caroline Wozniacki (1),  Vera Zvonarjova (2)

| Wedstrijden op de hoofdbanen             | Wedstrijden op de hoofdbanen                                       | Wedstrijden op de hoofdbanen |
| Rod Laver Arena                          | Rod Laver Arena                                                    | Rod Laver Arena              |
| Ronde                                    | Wedstrijd                                                          | Score                        |
| ---------------------------------------- | ------------------------------------------------------------------ | ---------------------------- |
| Halve finale                             | B Bryan (1)/ M Bryan (1) gewonnen van E Butorac/ JJ Rojer          | 6-3, 6-2                     |
| Halve finale                             | Li Na (9) gewonnen van Caroline Wozniacki (1)                      | 3-6, 7-5, 6-3                |
| Halve finale                             | Kim Clijsters (3) gewonnen van Vera Zvonarjova (2)                 | 6-3, 6-3                     |
| Halve finale                             | Novak Đoković (3) gewonnen van Roger Federer (2)                   | 7-63, 7-5, 6-4               |
| Exhibitie dubbel                         | J Eltingh/ P Haarhuis gewonnen van H Leconte/ P Rafter             | 6-4, 6-3                     |
| Margaret Court Arena                     |                                                                    |                              |
| Ronde                                    | Wedstrijd                                                          | Score                        |
| Halve finale                             | Daniela Di Toro (2) gewonnen van Marjolein Buis                    | 6-3, 6-2                     |
| Halve finale                             | M Bhupathi (3)/ L Paes (3) gewonnen van M Mirni (2)/ D Nestor (2)  | 7-65, 6-4, 6-3               |
| Kwartfinale                              | Luke Saville gewonnen van Lucas Pouille                            | 7-5, 7-5                     |
| Kwartfinale                              | K Srebotnik (2)/ D Nestor (2) gewonnen van A Rodionova/ M Bhupathi | walk-over                    |
| Gekleurde achtergrond is avondwedstrijd. |                                                                    |                              |

### Dag 12 - 28 januari
- Top-32 spelers uit: mannen:
- Top-32 spelers uit: vrouwen:

| Wedstrijden op de hoofdbanen             | Wedstrijden op de hoofdbanen | Wedstrijden op de hoofdbanen |
| Rod Laver Arena                          | Rod Laver Arena              | Rod Laver Arena              |
| Ronde                                    | Wedstrijd                    | Score                        |
| ---------------------------------------- | ---------------------------- | ---------------------------- |
| Derde ronde                              | vs.                          | n.v.t.                       |
| Derde ronde                              | vs.                          | n.v.t.                       |
| Derde ronde                              | vs.                          | n.v.t.                       |
| Derde ronde                              | vs.                          | n.v.t.                       |
| Derde ronde                              | vs.                          | n.v.t.                       |
| Hisense Arena                            |                              |                              |
| Ronde                                    | Wedstrijd                    | Score                        |
| Derde ronde                              | vs.                          | n.v.t.                       |
| Derde ronde                              | vs.                          | n.v.t.                       |
| Derde ronde                              | vs.                          | n.v.t.                       |
| Derde ronde                              | vs.                          | n.v.t.                       |
| Margaret Court Arena                     |                              |                              |
| Ronde                                    | Wedstrijd                    | Score                        |
| Derde ronde                              | vs.                          | n.v.t.                       |
| Derde ronde                              | vs.                          | n.v.t.                       |
| Derde ronde                              | vs.                          | n.v.t.                       |
| Derde ronde                              | vs.                          | n.v.t.                       |
| Derde ronde                              | vs.                          | n.v.t.                       |
| Gekleurde achtergrond is avondwedstrijd. |                              |                              |

### Dag 13 - 29 januari
Op de laatste zaterdag worden de finales bij het vrouwenenkelspel, mannendubbelspel, jongensenkelspel en meisjesenkelspel gespeeld.
- Top-32 spelers uit: mannen:
- Top-32 spelers uit: vrouwen:

| Wedstrijden op de hoofdbanen             | Wedstrijden op de hoofdbanen                                            | Wedstrijden op de hoofdbanen |
| Rod Laver Arena                          | Rod Laver Arena                                                         | Rod Laver Arena              |
| Ronde                                    | Wedstrijd                                                               | Score                        |
| ---------------------------------------- | ----------------------------------------------------------------------- | ---------------------------- |
| Finale jongensenkelspel                  | Jiří Veselý (1) vs. Luke Saville                                        | n.v.t.                       |
| Finale meisjesenkelspel                  | Mónica Puig (5) vs. An-Sophie Mestach (2)                               | n.v.t.                       |
| Finale vrouwenenkelspel                  | Li Na (9) vs. Kim Clijsters (3)                                         | 6-3 3-6 3-6                  |
| Finale mannen dubbel                     | Bob Bryan (1)/ Mike Bryan (1) vs. Mahesh Bhupathi (3)/ Leander Paes (3) | n.v.t.                       |
| Margaret Court Arena                     |                                                                         |                              |
| Ronde                                    | Wedstrijd                                                               | Score                        |
| Quad rolstoel                            | David Wagner (1) vs. Peter Norfolk (2)                                  | n.v.t.                       |
| Finale mannen rolstoel                   | Shingo Kunieda (1) vs. Stéphane Houdet (2)                              | n.v.t.                       |
| Finale vrouwen rolstoel                  | Esther Vergeer (1) vs. Daniela Di Toro (2)                              | n.v.t.                       |
| Gekleurde achtergrond is avondwedstrijd. |                                                                         |                              |

### Dag 14 - 30 januari
De laatste dag van het toernooi is traditioneel de dag waarop de mannenfinale werd gespeeld. Ook de finale van het gemengd dubbelspel vond plaats op deze dag.
- Top-32 spelers uit: mannen:

| Wedstrijden op de hoofdbanen             | Wedstrijden op de hoofdbanen                                     | Wedstrijden op de hoofdbanen |
| Rod Laver Arena                          | Rod Laver Arena                                                  | Rod Laver Arena              |
| Ronde                                    | Wedstrijd                                                        | Score                        |
| ---------------------------------------- | ---------------------------------------------------------------- | ---------------------------- |
| Finale gemengd dubbel                    | Chan Yung-jan/ Paul Hanley vs. Katarina Srebotnik/ Daniel Nestor | n.v.t.                       |
| Finale mannen                            | Andy Murray (5) vs. Novak Đoković (3)                            | 4-6 2-6 3-6                  |
| Gekleurde achtergrond is avondwedstrijd. |                                                                  |                              |

## Uitzendrechten
De Australian Open was in Nederland en België te zien op Eurosport. Eurosport zond de Australian Open uit via de lineaire sportkanalen Eurosport 1 en Eurosport 2 en via de online streamingdienst, de Eurosport Player.